# Петровский район (Куйбышевская область)
Петровский район — упразднённая административно-территориальная единица в составе Куйбышевского края и Куйбышевской области, существовавшая в 1935—1960 годах. Административный центр — село Петровка

## Население
По данным переписи 1939 года в Петровском районе проживало 23 428 чел., в том числе русские — 73,4 %, чуваши — 13,8 %, мордва — 5,6 %, украинцы — 4,9 %, татары — 1,3 %. По данным переписи 1959 года в районе проживало 16 961 чел.

## История
Петровский район был образован в январе 1935 года в составе Куйбышевского края (с декабря 1936 — области).
По данным 1945 года район включал 14 сельсоветов: Богдановский, Больше-Алдаркинский, Васильевский, Закинельский, Кохановский, Лозовский, Неплюевский, Новогераньковский, Новоключевский, Петровский, Подсолнечный, Соковинский, Сосновский и Языковский.
В 1960 году Петровский район был упразднён, а его территория передана в Борский и Кинель-Черкасский районы.